# 20 maggio
Il 20 maggio è il 140º giorno del calendario gregoriano (il 141º negli anni bisestili). Mancano 225 giorni alla fine dell'anno.

## Eventi
- 325 – Primo concilio di Nicea: primo "concilio ecumenico" del cristianesimo
- 526 – Un terremoto uccide più di 300000 persone in Siria e Antiochia
- 685 – Nella battaglia di Dunnichen i Pitti sconfiggono l'esercito dei northumbriani di re Ecgfrith
- 1293 – Re Sancho IV di Castiglia fonda l'Universidad Complutense de Madrid
- 1303 – Viene firmato il Trattato di Parigi del 1303 per porre fine alla guerra fra Regno di Francia e Regno d'Inghilterra
- 1427 – Guerra tra Repubblica di Venezia e Ducato di Milano, i milanesi sono sconfitti a Brescello
- 1497 – Giovanni Caboto salpa da Bristol sulla sua nave, il Mathew, in cerca di una rotta verso ovest (altri documenti indicano come data il 2 maggio)
- 1498 – L'esploratore portoghese Vasco da Gama arriva a Kozhikode (precedentemente nota come Calicut), in India
- 1503 - Il doge Agostino Barbarigo firma la pace con il sultano ottomano a conclusione della seconda guerra turco-veneziana
- 1506 - L'esploratore italiano Cristoforo Colombo muore a Valladolid
- 1570 – Abraham Ortelius pubblica il primo moderno atlante
- 1690 – L'Inghilterra approva l'Atto di Grazia, perdonando i seguaci di Giacomo II
- 1795
  - A Parigi l'ultima sollevazione montagnarda, detta del 1º pratile, segna la definitiva caduta del "partito giacobino"
  - A Palermo viene eseguita la condanna a morte di Francesco Paolo Di Blasi, accusato di congiura per l'istituzione di una Repubblica Siciliana
- 1815 – Guerra austro-napoletana: con il Trattato di Casalanza, firmato presso Capua e che pone fine alla guerra, il Regno di Napoli è dato nuovamente ai Borbone
- 1845 – Le navi HMS Erebus e HMS Terror salpano dal Tamigi con 134 uomini guidati da John Franklin verso una disastrosa spedizione alla ricerca del Passaggio a nord-ovest
- 1859 – Seconda guerra d'indipendenza italiana: battaglia di Montebello
- 1861
  - La Carolina del Nord secede dagli Stati Uniti d'America ed entra a far parte degli Stati Confederati d'America
  - Guerra di secessione americana: il Kentucky proclama la sua neutralità, che durerà fino al 3 settembre, quando le forze confederate entrano nello Stato
- 1862 – Il presidente degli Stati Uniti d'America Abraham Lincoln firma la conversione in legge dell'Homestead Act
- 1864 – Guerra di secessione americana, campagna di Bermuda Hundred in Virginia: circa 3000 confederati e 1200 unionisti vengono uccisi in questa battaglia, vinta dall'Unione
- 1873 – Levi Strauss e Jacob Davis ricevono il brevetto statunitense per i blue jeans con i rivetti in rame
- 1875 - I rappresentanti di 17 nazioni firmano la Convenzione del Metro con lo scopo di garantire misurazioni uniformi in tutto il mondo
- 1882 – Triplice alleanza fra Germania, Austria-Ungheria e Italia
- 1891 – Prima esibizione pubblica del kinetoscopio, prototipo di Thomas Alva Edison mostrato nel laboratorio di Edison per un congresso della National Federation of Women's Clubs
- 1896 – La pianista e compositrice Clara Schumann muore dopo essere stata vittima di un ictus il precedente 26 marzo
- 1902 – Cuba ottiene l'indipendenza dagli USA
- 1915 – L'Italia, dopo il Patto di Londra, ratifica l'entrata in guerra contro gli Imperi centrali
- 1916 – Il Saturday Evening Post pubblica il suo primo numero con la copertina illustrata da Norman Rockwell (Boy with Baby Carriage)
- 1920
  - Montréal (Quebec): la stazione XWA trasmette la prima programmazione radiofonica regolare del Nord America
  - Novara: nasce la Società Storica Novarese
- 1927
  - Trattato di Gedda: l'Arabia Saudita diventa indipendente dal Regno Unito
  - Alle 7:52 del mattino, Charles Lindbergh decolla dal Roosevelt Field di Long Island (New York) per la prima trasvolata atlantica senza scalo (arriverà a Le Bourget, Parigi, alle 22:22 del 21 maggio), dopo 33 ore e 30 minuti di volo
- 1940 – I primi prigionieri ebrei arrivano nel nuovo Campo di concentramento di Auschwitz
- 1941 – Seconda guerra mondiale: battaglia di Creta, le truppe tedesche invadono Creta
- 1945 – Termina la Rivolta georgiana di Texel
- 1949 – Negli USA viene fondata l'AFSA (che diventerà in seguito l'NSA)
- 1954 – Chiang Kai-shek viene rieletto presidente della Repubblica Cinese di Taiwan
- 1954 - Esce negli USA la celebre canzone Rock Around the Clock di Bill Haley.
- 1961 – Papa Giovanni XXIII pubblica la lettera enciclica Mater et Magistra sulla cristianità e il progresso sociale
- 1965 – Un Boeing 720-B pakistano si schianta durante l'atterraggio all'Aeroporto del Cairo, in Egitto, causando 121 vittime
- 1966 – A un concerto dei The Who al Rikki Tik Club di Newbury, il cantante Roger Daltrey e il chitarrista Pete Townshend chiedono ai musicisti della band che li aveva introdotti di prendere il posto del bassista John Entwistle e del batterista Keith Moon, che non si erano presentati: quando questi ultimi arrivano, in forte ritardo, si offendono con gli altri due membri per essere stati sostituiti, litigano prendendosi a botte con gli strumenti (Townshend colpisce Entwistle in testa con la sua chitarra[1]), e minacciano di lasciare la band; entro pochi giorni i quattro musicisti si riappacificheranno e continueranno le attività insieme[2]
- 1967 – George Harrison incontra per la prima volta Maharishi Mahesh Yogi[2]
- 1970 – Viene promulgato in Italia lo Statuto dei lavoratori
- 1973 – In un incidente al GP delle Nazioni di Monza muoiono i piloti Renzo Pasolini e Jarno Saarinen
- 1985 – Radio Marti inizia le trasmissioni da Cuba
- 1989 – L'esercito sudafricano inizia le operazioni di ritiro dalla Namibia in ottemperanza agli accordi per l'indipendenza del Paese
- 1990 – In Romania si tengono le prime elezioni presidenziali e parlamentari post-comuniste
- 1996 – A Cannatello, una contrada di Santa Margherita di Belice (Agrigento), viene arrestato Giovanni Brusca, il boia della Strage di Capaci
- 1999 – Omicidio D'Antona: a Roma le BR uccidono Massimo D'Antona, docente di diritto del lavoro all'Università degli Studi di Roma "La Sapienza"
- 2002 – Viene ripristinata l'indipendenza di Timor Est
- 2004 – A Rafah, in Israele, durante l'Operazione Arcobaleno iniziata il 15 maggio e aspramente criticata dall'ONU, l'esercito israeliano uccide Khalid Abu Anza, il locale capo di Hamas
- 2006 – Completata in Cina la costruzione della Diga delle Tre Gole, la più grande opera idraulica del pianeta
- 2010 – L'istituto privato TIGR dello scienziato Craig Venter annuncia di aver creato la prima cellula sintetica capace di vivere e di riprodursi
- 2012
  - Un terremoto di magnitudo 6.1 colpisce la regione Emilia-Romagna causando la morte di sette persone e il ferimento di 50; la scossa viene avvertita in modo violento in tutto il Nord Italia
  - Una eclissi solare è visibile nell'emisfero settentrionale da una costa all'altra dell'Oceano Pacifico
- 2016
  - Viene promulgata in Italia la legge sulle unioni civili.[3]

## Nati
Ci sono circa 1 190 voci su persone nate il 20 maggio; vedi la pagina Nati il 20 maggio per un elenco descrittivo o la categoria Nati il 20 maggio per un indice alfabetico.

## Morti
Ci sono circa 450 voci su persone morte il 20 maggio; vedi la pagina Morti il 20 maggio per un elenco descrittivo o la categoria Morti il 20 maggio per un indice alfabetico.

## Feste e ricorrenze

### Civili
Internazionali:
- Giornata europea dei mari[4][5]
- Giornata mondiale della metrologia[6]
- Giornata mondiale delle api[7]
- Giornata internazionale dei trial clinici[8]

Nazionali:
- Camerun - Festa nazionale
- Timor Est - Festa nazionale

### Religiose
Cristianesimo:
- Sant'Anastasio di Brescia, vescovo
- Sant'Aquila di Nîmes, martire in Egitto sotto Massimino Daia
- Sant'Arcangelo Tadini, parroco
- Sant'Aurea di Ostia, martire
- Sant'Austregesilio di Bourges, vescovo
- San Baudilio di Nîmes, martire
- San Bernardino da Siena, sacerdote
- Sant'Etelberto II dell'Anglia orientale, re dell'Anglia orientale
- San Guido della Gherardesca, confessore
- Sant'Ilario di Tolosa, vescovo
- Santa Lidia di Tiatira, vedova
- San Lucifero di Cagliari, vescovo
- Santi Marcello e Codrato (Codro), martiri
- Santa Plautilla, vedova
- San Protasio Chong Kuk-bo, martire
- San Talaleo (Talleleo), martire
- San Teodoro di Pavia, vescovo e confessore
- Beato Alcuino di York, monaco e teologo
- Beati Arnaldo Serra e 30 compagni, martiri mercedari
- Beata Colomba da Rieti, vergine
- Beata Josepha Hendrina Stenmanns, vergine
- Beato Luigi Talamoni, sacerdote, fondatore delle Suore misericordine di San Gerardo
- Beata María Crescencia Pérez, religiosa
- Beato Guido II di Cîteaux, cardinale, arcivescovo e abate generale dell'Ordine cistercense